# Andrena distinguenda
Andrena distinguenda là một loài ong trong họ Andrenidae. Loài này được Schenck miêu tả khoa học đầu tiên năm 1871.